# Malmö Redhawks 2008/2009
Malmö Redhawks spelade i Hockeyallsvenskan 2008/2009.
Man lyckades inte ta sig tillbaka till Elitserien, utan låg istället ganska dåligt till när några månader återstod av säsongen. Efter ett stort tumult där både tränaren och ett antal spelare byttes ut (mot juniorer - därav namnet Babyhawks) föll man på mållinjen och misslyckades nätt och jämnt att ta den sista playoffplatsen om fortsatt spel i Kvalserien

## Laguppställning
Laguppställning (så som den såg ut efter tumultet och metamorfosen till "Babyhawks"):
- Målvakter
  - Jani Hurme
  - Markus Svensson
  - Alexander Bengtsson
- Backar
  - Robin Weihager
  - Daniel Casselståhl
  - Jan Öberg
  - Jesper Damgaard (lagkapten)
  - Fredrik Eriksson
  - Anton Blomkvist
  - Per Johnsson
- Forwards
  - Robin Nilsson-Alvarez
  - Donald MacLean
  - Marcus Olsson
  - Carl Steen
  - Carl Söderberg
  - Jan Urbas
  - Nichlas Hardt
  - Tomas Wallgren
  - Victor Svensson 
  - Victor Öhman
  - Hampus Gustafsson
  - Thomas Larsson

Nedanstående spelare kan ev. ha spelat någon match men ingick ej i truppen per den 12 februari:
- Tim Lundin
- Jacob Berglund - blev avgörande i straffdramatiken i sista matchen mot Almtuna.

Tränare:
- Göran Karlström
- Robert Olsson

## Översikt
Turbulensen fortsatte i föreningen. Percy Nilsson byggde en ny arena i Hyllie, där han lät Malmö spela mot en mycket liten avgift. Men det går dåligt för Redhawks både sportsligt och ekonomiskt. Inte blir det bättre av att klubbens verkställande direktör blir påkommen med att stjäla pengar ur klubbkassan. Sportsligt inleder laget säsongen bra men efter bara någon månad stod det klart att laget fick kämpa för att ens ta sig till playoff. Kvalserien var långt borta och tränaren Bobo Simensen fick till slut sparken av sportchefen Peo Larsson. Simensen ersattes av tidigare leksingen Göran Karlström, men det går snarare ännu sämre än tidigare och 28 januari 2009 förlorar laget med 2-4 mot jumbon Mariestad och konkursen är nära. Dagen efter, den 29 januari 2009, får spelarna besked om att dessa är fria att gå till andra klubbar. Klubben uppmanar spelarna att hitta nya klubbar för att minska lönekostnaderna och rädda föreningen från en annalkande konkurs. Percy Nilsson, numera hedersordförande, vägrar gå in med pengar för att rädda klubben ur den prekära ekonomiska situationen.
Samma dag som spelarna fått besked att de är fria att lämna klubben om de vill blev Robin Weihager klar för norska Sarpsborg. Marcus Paulsson gick över till Färjestad BK. Dagen efter, den 30 januari, blev Henrik Karlsson och Jonas Höglund klara för Södertälje. Johan Björk flyttar till HV71 och Mathias Johansson går till Leksand. Den kanadensiske spelaren Fraser Clair, som aldrig hunnit börja spela för Malmö, gick över till Bolzano. Inför hemmamatchen mot Huddinge IK på kvällen den 30 januari tar man ett beslut att blixtinkalla inte mindre än åtta stycken spelare från juniorlaget. Beslutet visar sig vara synnerligen lyckosamt. Malmö ser betydligt mer "taggat" ut under matchen mot Huddinge än tidigare, och redan efter 29 sekunder gör man 1-0 efter mål av Nichlas Hardt. Matchen slutar sedermera 2-0, efter mål av Daniel Casselståhl. 
MIF fortsatte att vinna sina matcher, vilket var en förutsättning för att laget skulle kunna ta sig upp på playoff-plats i tabellen. Man vinner med 4-1 hemma mot Sundsvall. I nästa match vinner man med hela 7-1 mot Nybro, till hemmapublikens stora entusiasm och glädje. Segertåget slutar inte där, i det "nya" Redhakws första bortamatch mot Bofors vinner man i förlängningen och kan åka hem till Malmö med 2 poäng i bagaget. Fredagen den 13 februari möter man tabelltvåan AIK inför nästan helt fullsatta läktare i Malmö Arena. Efter en mycket bra genomförd match så vinner "Babyhawks" (som de nu döpts om till av media) med 6-2 och en playoff-plats tycks komma närmre och närmre. Det återstår nu bara fyra matcher för Babyhawks: en bortamatch mot Nybro, två hemmamatcher mot Almtuna och Troja-Ljungby, samt slutligen en bortamatch mot Leksand.
Onsdagen den 18 februari vinner MIF Redhawks matchen mot Nybro efter straffslag med 5–4. Samma kväll vinner även rivalen Troja-Ljungby oväntat sin match mot Almtuna. Det återstår nu bara två matcher av grundserien, och Malmö ligger fyra poäng efter Troja (som dock har spelat en match mer på grund av spelschemat). Matchen den 22 februari kommer alltså att bli en direkt "final" om den sista playoff-platsen, förutsatt att även Malmö vinner sin hemmamatch mot Almtuna. Men, även om Malmö vinner både mot Almtuna och Troja har Troja en relativt "enkel" match kvar mot Sundsvall; Malmö har en (till synes) betydligt svårare match mot Leksand som väntar i den sista omgången (omgång 45) av Allsvenskan.
Den 20 februari spelade Malmö mot Almtuna och vann efter straffar.
Den 22 februari äger sedan alltså ödesmatchen mot Troja rum, 12262 åskådare får bevittna en något krampaktig första period som slutar 1-1. I den andra perioden är krampaktigheten som bortblåst och publiken har knappt hunnit bänka sig innan Jan Urbas styr in ett skott från Daniel Casselståhls klubba. Malmö går på högvärv under hela perioden och kan gå till pausvila med en betryggande 5-1 ledning. Tredje perioden slutar med 1-0 till Malmö vilket innebär en vinst för Redhawks med 6-1. Under de sista 4 minuterna ger publiken det unga laget stående ovationer och spelarna kan åka till Leksand för nästa ödesmatch med ett gigantiskt självförtroende.
Säsongen slutade med en rejäl rysare i Leksand, där MIF hämtat upp både 1-0 och 2-1-överläge till 2-2 efter full tid och förlängning. Matchen gick alltså till straffar. Malmö behövde en seger i matchen eftersom Troja-Ljungby vunnit över Sundsvall med 6-2. Malmö ledde först straffarna med 1-0, efter mål av Carl Söderberg, men Jacob Berglund missade sedan att avgöra straffarna trots att han hade fintat bort målvakten - skottet gick över målet. Kanske nervositeten spelade in på den blott 17-årige spelaren (som i matchen mot Almtuna IS hade satt den avgörande straffen, vilket gör att man får förstå Göran Karlströms beslut att sätta in denne spelare även i detta straffdrama, trots att han alltså inte hade spelat någonting under själva matchen). Leksand satte därefter sin tredje straff och straffarna slutade alltså 1-1 efter "ordinarie" 3 straffar. Straffarna övergick nu i "sudden death"-straffar.
Vid Leksands första sudden death-straff dömde först huvuddomaren pucken som ej över linjen, vilket korrigerades efter uppmaning av linjedomaren (detta kan anses korrekt utifrån att ha granskat ett foto av sekvensen). Beslutet som sådant väckte dock protester hos Malmö och kan säkert ha bidragit till att störa koncentrationen hos spelarna. Carl Söderberg missade sedan den sista straffen, och slog klubban i plexiglaset av besvikelse.

## Summering
Efter föryngringen av laget som skedde i och med spelarflykten och övergången till "Babyhawks" spelade man totalt 9 matcher. Av dessa var två matcher "utanför" den vanliga serien, hemmamatcherna mot Sundsvall den 1 februari (slutade 4-1 till Malmö) och Nybro Vikings IF den 5 februari (slutade 7-1). Dessa matcher spelades "utöver" det vanliga spelschemat och ingick inte i omgångarna 39-45. Dessutom hade matchen i omgång 44 mellan Troja-Ljungby och Malmö redan spelats sedan tidigare (men omgång 29 mellan samma lag hade å andra sidan inte spelats). I tabellen nedan har hemmamatchen i omgång 29 mellan Malmö och Troja räknats med på bekostnad av bortamatchen i omgång 44.
Räknar man utifrån dessa förutsättningar samman omgångarna 39-45 så ser tabellen för "Babyhawks" ut så här:
Enligt tabellen ovan hade alltså Malmö Redhawks kommit på en fin andraplats i tabellen, med direktkvalificering till Kvalserien, och då är alltså de tydliga 4-1 och 7-1 vinsterna mot Sundsvall och Nybro inte inräknade. Man får alltså anse att Göran Karlström och Babyhawks gjorde ett tämligen bra jobb, den avsaknade playoff-platsen till trots.
Även lagets supportrar tycktes nöjda med insatsen. En privatperson vid namn Mats-Åke Larsson från Malmö uttryckte sig så här: "Till sponsorer, publik m.fl. Gårdagens uttåg från Leksand är startskottet till nästa år. Har MIF kunnat prestera på den nivån som man gjort de sista 9 matcherna är detta lag början till något mycket stort. Teckna kontrakt med alla spelare. Jaga sponsorer. Köp årskort till nästa säsong. Sen står vi där åter tolvtusentrehunda fans på läktarna på första matchen till hösten. Jag längtar redan."